# Акакије Сјарски
Преподобни мученик Акакије Папучар је хришћански светитељ. Родом је из села Неохора код Солуна. Бијен много од свог мајстора у Серезу, он се потурчио. Потом је као покајник и монах живео у манастиру Хиландар. Његова сиромашна, али христољубива мајка посаветовала му је: "Као што си се добровољно одрекао Господа, тако сад мораш добровољно и храбро примити мучеништво за слаткога Исуса". Син је послушао мајку и са благословом Светогорских отаца отишао у Цариград где је посечен од Турака 1. маја (14. маја) 1816. године. Глава му се чува у манастиру Пантелејмону.
Српска православна црква слави га 1. маја по црквеном, а 14. маја по грегоријанском календару.

## Биографија
Родитељи су га дали једном обућару да га научи занату; али, сам обућар је био веома љут и прек човек, те без разлога га је тукао сваког дана. Атанасију дозлогрди ово нељудско понанашање, те га разочаран напусти на Велики петак и оде сам у свет – не казавши ни реч родитељима. У великој жалости је лутао наоколо, док га нису нашле две Туркиње; угостивши га, натерали су Атанасија – а, то није било тешко, јер је био веома разочаран, да га воде код градског беја да му промене веру; сам градски беј је ликовао због преобраћења хришћанина у муслимана и изврши над њим нечасно обрезање! Свидео се млади момак градском беју, те реши да га посини.
Његова жена испочетка показиваше мајчинску љубав према усвојеном детету, али када овај постаде пунолетан,  зажеле да легне с њим – исто као Петефријева жена из Мојсијеве књиге (Постање 39: 7-20). Но, благословен је Бог: како је тада помогао богобојазном Јосифу да не подлегне страстима побеснеле Египћанке, тако је сада укрепио Атанасија у борби са похотљивом Туркињом. Али, посрамљена љубав често се претвори у слепу одмазду, те га Туркиња оклевета код свог мужа да је њу Атанасије покушао силовати. Изгонили су га из куће, не смејући да га казне већом казном; а момак се врати својој породици.
Велика је била радост његових родитеља, што су чули од свог сина да жели да се одрекне ислама, па му је мајка после неколико дана предложила да оде на Свету гору и да тамо покајањем добије помиловање и частан повратак окриљу Православља.
Ето примера истинске мајке и хришћанке! Њој, богобојазној жени – није био на уму живот њеног сина, већ бесмртна и непропадљива душа хришћанина – ... ако желиш да знаш, како си се добровољно одрекао Исуса Христа пред нечасним људима, тако треба храбро да Га пре њима исповедаш....
Пошто је чуо ове речи и добио благослов, а и сам је ово прижељкивао, одмах се упути на Свету гору, у Хиландар. После извесног времена, а по савету тамошњих стараца, оде у Ксенофској киновији код духовника Николаја. Отац саслуша његову исповест, прочита му молитве и помаза га Светим Миром. Атанасије се врати у Хиландар, а после годину дана оде у Иверски скит. После шест месеци у Иверу, Атанасије зажеле да мученички пострада као претходни мученици који су се подвизавали у овом скиту, под надзором јеромонаха Никифора.
Отац Никифор објасни младом Атанасију да се мученички венац не стиче лако, но видевши његову топлоту душе и тврдост ове замисли, даде га старцу Акакију, да да води тешким путевима аскетизма.
Младић се у почетку усрдно подвизавао у бдењу, посту и молитви; док, га касније не овлада смутња и оде – не јавивши ништа нити духовнику Никифору, нити старцу Акакију. После седам сати лутања, дође у манастир Кутлумуш, а одавде у манастир Симонопетра. После извесног негодовања игумана, прими га у своју обитељ, али га касније изгони, због страха од Турака да је у манастир примио обрезаног муслимана. Пре него га изгоне, треба поменути да је Атанасије, док је био у манастиру Симонопетра, сањао једног старца (који му у сну му је рече да је ктитор овог манастира!) који му је наређивао да се врати духовнику Никифору, али ипак, ни ову небеску заповест није послушао; већ, се упути у Хиландар – тамо где је први пут дошао! Тамошњи старци су памтили да је овај једном и њих напуштао без знања, те су га примили после извесног времена да живи изван манастира.
И још једном не издржа Атанасије, те их напусти – и коначно се врати духовнику Никифору! Пао му на ноге, плакао и љубио их – све док се отац Никифор не предомисли од намере да га не прими и опет га даде старцу Акакију.
Старац му је дао веће подвиге од претходних, а овај је за кратко време постигао умиљење, да су му очи постале извори обилних суза. 
Када виде Акакије да је Атанасије спреман да прими мученички венац, постриже га за монаха – четврте недеље Великог поста и даде му име Акакије; првог априла реши отац Григорије да отпутују бродом за Цариград и тамо стигоше Ђурђевдан, 23. априла, на Ђурђевдан. Са једним Албанцем одоше у насеље Галата, код једног хришћанина – Григорија. Григорије га преобуче у турску одећу, коју му даде Албанац и уреди му пријем код везира.
На улазу у палату, стражари су заподенули са њим расправу о разлогу доласка код везира. Акакије им исприча о томе како је постао муслиман, те баци зелену чалму на под и поче да је пљује и да проклиње Мухамеда. Стражари су га одмах казнили батинама. Сутрадан, везир поче са наговарањем, хитростима и ласкавим обећањима – али Акакије остаде као дијамант тврд у веру Христову.
Отац Григорије захвали Богу када сазна за мучеништво Акакија, те измоли од храма Свете Богородице честицу Причешћа. Храбро уђе у затвор, док су стражали обедовали, али на излазу су видели да је био код затвореника; када се просвестио од туче због нејављене посете, виде Акакија како га везаног воде на брдо Пармак Капу (треће од седам брда у Цариграду) с намером да га погубе. Одмах се упути иза њих да би видео Акакијев крај.
Без икаквог трепета, Свети Акакије стави главу на пањ и мученички заврши овоземаљски живот – у понедељак, 1 маја 1816 год. у 11 сати. 
Према прастаром агарјанском обичају, оставише му тело да стоји три дана на место погубљења, док га нису откупили хришћани и бродом му вратише тело на Свету гору – 9 маја. Мошти су му пренесене у ћелију где се подвизавао, на истом месту где су били свештеномученици – Евтимије и Игњатије.